# Chainat (provincie)
Chainat is een Thaise provincie in het centrale gedeelte van Thailand. In december 2002 had de provincie 350.547 inwoners, het was daarmee de 64e provincie qua bevolking in Thailand. De oppervlakte bedraagt 2469,7 km² en daarmee is Chainat de 64e provincie qua omvang in Thailand. De provincie ligt op ongeveer 194 kilometer van Bangkok. Chainat grenst aan Uthai Thani, Nakhon Sawan, Singburi en Suphanburi.

## Provinciale symbolen
|  | Het provinciale zegel van Chainat toont het boeddhistische wiel, het dharmachakra. Op de achtergrond is een berg te zien (Khao Phlong) en een rivier (de Chao Phraya). Het wiel symboliseert het geloof van de inwoners. De provinciale boom is de slijmappel, Aegle marmelos, de provinciale bloem is Cassia javanica. |

## Politiek

### Bestuurlijke indeling
De provincie is onderverdeeld in 6 districten (Amphoe) en 2 subdistricten (King Amphoe), die weer onderverdeeld zijn in 53 gemeenten (tambon) en 474 dorpen (moobaan).
| Amphoe 1. Mueang Chai Nat 2. Manorom 3. Wat Sing 1. Sapphaya 2. Sankhaburi 3. Hankha | King Amphoe 1. Nong Mamong 2. Noen Kham |  |

## Geboren in Chainat
- Phongsi Woranut (1939-2025), zangeres